# Vega de Valcarce
Vega de Valcarce település Spanyolországban, León tartományban. Lakosainak száma 552 fő (2024).

## Földrajza
Vega de Valcarce Balboa, Trabadelo, Barjas, Pedrafita do Cebreiro és Cervantes községekkel határos.

## Népesség
A település lakosságának változását az alábbi diagram mutatja:
| Lakosok száma | 861  | 805  | 735  | 725  | 706  | 672  | 621  | 606  | 579  | 552  |
|               | 2001 | 2004 | 2007 | 2009 | 2012 | 2014 | 2017 | 2019 | 2022 | 2024 |